# ミュンヘン - ブーフローエ線
ミュンヘン - ブーフローエ線（ドイツ語: Bahnstrecke München–Buchloe）はドイツ連邦共和国バイエルン州の州都ミュンヘンとブーフローエを結ぶ、複線の幹線鉄道である。中間経由地はフュルステンフェルトブルック、ゲルテンドルフ、カウフェリングで、この路線はブーフローエ - リンダウ区間と合わせて「アルゴイ鉄道」と呼ばれる。

## 沿線概況
列車がミュンヘン・パージング駅を出発すると、すぐミュンヘン - ガルミッシュ＝パルテンキルヒェン線が左側に、ミュンヘン - アウクスブルク線が右側に分岐する。アイヒェナウ駅までこの路線は真っ直ぐに続く。その後、線路の方向は少し変わり、列車はフュルステンフェルトブルックからグラーフラトまで一直線で進む。二つのカーブで列車はトュルケンフェルト駅に着き、ゲルテンドルフまで一直線で走行する。アンマー湖線はゲルテンドルフ駅の前後にX字形でこの路線と交差する。
列車はゲルテンドルフ駅を出発して、一直線に走行する。旧シュヴァブハウ全駅からこの路線の方向は少し変わり、列車はレヒ川の橋梁を渡りカウファーリング駅に至る。ボービンゲン - ランツベルク線はカウファーリング駅でこの路線と交差する。この路線は続いて西に向かい、南北線の一部のアウクスブルク - ブーフローエ線はこの路線と合流する。ブーフローエ駅ではブーフローエ - メミンゲン線がこの路線を継承する。

## 歴史

### バイエルン王立鉄道
アウクスブルク - リンダウ間ルートヴィヒ南北鉄道が開通されたのちに、バイエルンの国鉄路線は統一された路線網の生成に関係なく建設された。1860年代の初めに王立運輸協会総局（Generaldirektion der Königlichen Verkehrsanstalten）は、バイエルンの鉄道網を完成させ、交通、貿易、軍事の分野で可用性を改善するために、より体系的な接近法を最初に検討した。当時にミュンヘンの西側路線はミュンヘン - アウクスブルク鉄道、アウクスブルク - ウルム鉄道しかなかったので、ケンプテン、リンダウ方面はアウクスブルクを経て、メミンゲン方面はノイウルムを経て到達可能であった。1869年4月29日の法律でバイエルン議会は22本の新線建設を承認して、その中でミュンヘン - メミンゲン鉄道の境界線までの建設が含まれた。ヴュルテンベルク王国は国内の鉄道建設を拒否して、プロジェクトはメミンゲンまで建設することに変更された。路線経路として、パージングからシュテーゲン、ランツベルクを経てブーフローエまでの経路が論議された。しかしアンパーモース地帯とアンマー湖岸の洪水危険、レヒ川両岸の大きい高低差の理由で王立運輸協会はその経路を断った。王立運輸協会はその代わりにブルク、グラーフラト、カウフェリング近郊のレヒ川岸を経由地として計画して、予算額が低くなった。ランツベルクの連結はカウフェリンの分岐線が企画された。
建設工事は1869年12月に開始されて、この路線は最初から複線用路盤で、まずは単線で建設された。1872年11月1日にカウフェリング - ブーフローエ区間がカウフェリング - ランツベルク線とともに開業された。1873年5月1日にミュンヘン - カウファーリング区間が開通された。この路線の通行量は初期には多かったものの、ヴュルテンベルク方面の鉄道連絡が当分の間になくて、アールベルク線の開通で国際貨物運送の重要性はなくなった。
1896年5月1日にバイエルン鉄道はミュンヘン - ブルック（現在フュルステンフェルトブルック）区間に通勤列車路線を導入した。その区間の複線線路は1899年5月1日まで頻繁に利用された通勤路線のために設置された。1905年以来バイエルン鉄道は他の区間も複線で改修した。1906年9月29日にミュンヘン - ブーフローエ区間はエプフェンハウゼン - イグリング区間の複線化と共に複線で運行可能となった。

### ドイツ国営鉄道
1939年以来ディナミット・ノーベル株式会社は軍需工場をカウフェリング西南部とイグリングで建設した。二つの工場の連結のためにカウフェリング - イグリング区間の三線複線工事が進行された。しかし1940年末に戦争のため工場建設が中止されて、三線複線は実現されなかった。1944年以来工場の連結線がドイツ軍の掩蔽壕まで建設されて、カウフェリング収容所の収容者達が強制労働に動員された。
1945年4月末にナチス親衛隊はアメリカ軍の迫る渦中でカウフェリング収容所の収容者達をダッハウ強制収容所へ移送した。同年4月27日に収容者輸送列車がシュヴァープツハウゼン近くでアメリカ軍の空襲を受けて、100人以上の収容者が死亡した。同じ日と翌日にドイツ国防軍は、アメリカ軍の進軍を防ぐために、レヒ川鉄道橋およびアンパー川鉄道橋を爆破した。1945年末の冬にドイツ国営鉄道はミュンヘン - ブーフローエ区間の列車運行をようやく再開できた。

### ドイツ連邦鉄道
1960年代中期にV200形ディーゼル機関車が投入されて、ミュンヘン - リンダウ区間の運行時間は30分ほど減少した。それまでアルゴイ線には蒸気機関車がほとんど使用された。S3/6型蒸気機関車は数十年間国内・国際特急列車に使用され、1967年当時に急行のD列車を牽引した。
1967年から西ドイツ連邦鉄道はSバーン開業の為にミュンヘン - ゲルテンドルフ区間を改修した。1967年その区間で夏電化工事が始まって、1968年9月完了した。既存の機械式信号扱い所はリレー式信号扱い所に置き変わって、Sバーン列車の停車駅予定地では76 cm、長さ210 mの乗降場が設置された。1972年5月28日ミュンヘンからゲルテンドルフ駅までS4系統が40分間隔で導入された。
1985年9月29日にドイツ連邦鉄道はゲルテンドルフ - ブーフローエ区間で三つの停車駅を廃止して、少ない利用者数と列車の高速走行の場合に発生するプラットホームの安全問題がその理由であった。

### ドイツ鉄道
2020年12月に電力設備工事はゲルテンドルフ - ブーフローエ区間で完了した。ETR610電車はミュンヘン - チューリヒ間のユーロシティー列車としてこの路線に投入された。

## 運行形態

### 旅客運送
地域輸送の場合、ミュンヘン - カウフェリング区間の運賃制はミュンヘン運輸・運賃連合（Münchner Verkehrs- und Tarifverbund）の管轄下にある。
- ECE 88: ミュンヘン - ブーフローエ - メミンゲン - リンダウ・ロイティン - ブレゲンツ - チューリッヒ。120分ごと[20]。使用車両はETR610電車。
- 快速列車（RE 70/RE 76）: ミュンヘン - パージング - ゲルテンドルフ - カウフェリング - ブーフローエ - ビーセンホーフェン - ケンプテン - イメンシュタット - リンダウ・ロイティン/オーバーストドルフ。120分ごと[20]。使用車両は612形気動車。
- 快速列車（RE 72）: ミュンヘン - パージング - ゲルテンドルフ - カウフェリング - ブーフローエ - ミンデルハイム - メミンゲン。120分ごと。ÖBB系列アルヴェリオ鉄道運営[21]。使用車両はFLIRT3電車。
- 快速列車（RE 96）: ミュンヘン - パージング - ブーフローエ - メミンゲン - ロイトキルヒ - キスレク - ヴァンゲン - リンダウ・ロイティン。120分ごと。ÖBB系列アルヴェリオ鉄道運営[21]。使用車両はRE72と同じ。
- 普通列車（RB 68）: ミュンヘン - パージング - ゲルテンドルフ - カウファリング - ブーフローエ - ビーセンホーフェン - マルクトオーバードルフ - フュッセン。1日4往復。バイエルン地方鉄道（Bayerische Regiobahn, BRB）運営[22]。使用車両はコラディア・リント41、54或いは81気動車。
- 普通列車（RB 74）: ミュンヘン - パージング - フュルステンフェルトブルック - ゲルテンドルフ - カウフェリング - ブーフローエ。60分ごと。使用車両は440形電車。
- Sバーン（）: （エバースベルク - グラーフィング -）トルーダーリング - ミュンヘン東駅 - ミュンヘン - パージング - ライエンフェルス街駅 - アウビング - プッフハイム - アイヒェナウ - フュルステンフェルトブルック - ブーヒェナウ - ショェンガイジング - グラーフラト - ゲルテンドルフ。20 / 40分ごと。使用車両は423形電車。

### 貨物運送
国際貨物運送の部門でこの路線はあまり重要な役割を果たさない。しかしアールベルク線が通行不可になる場合、この路線は主要迂回路として用いられる。